# 1961年の宝塚歌劇公演一覧
本項目では、1961年の宝塚歌劇公演一覧（1961ねんのたからづかかげきこうえんいちらん）について示す。

## 一覧
（）内は、作者または演出者名。

### 宝塚公演

#### 星組
- 1月1日 - 1月31日　宝塚大劇場
  - 『朧夜源氏』（北條秀司）
  - 『華麗なる千拍子』（高木史朗）

#### 雪組
- 2月3日 - 2月26日　宝塚大劇場
  - 『残雪』（高木史朗）
  - 『華麗なる千拍子』（高木史朗）

#### 花組
- 3月1日 - 3月21日　宝塚大劇場
  - 『世はかげろうの物語』（宇野信夫）
  - 『ポニイ・レディー』（内海重典）

#### 月組
- 3月23日 - 4月30日　宝塚大劇場
  - 『春の踊り』（白井鐡造　構成・演出、渡辺武雄　構成、菅沼潤　脚本・演出）
  - 『サルタンバンク』（白井鐡造）

#### 花組
- 5月2日 - 5月31日　宝塚大劇場
  - 『春の踊り』（白井鐡造　構成・演出、渡辺武雄　構成、菅沼潤　脚本・演出）
  - 『サルタンバンク』（白井鐡造）

#### 雪組
- 6月2日 - 6月29日　宝塚大劇場
  - 『ブンガムラティ』（鴨川清作）
  - 『美しく花の如く』（内海重典）

#### 星組
- 7月1日 - 7月30日　宝塚大劇場
  - 『三つの愛の物語』（植田紳爾）
  - 『フォルテで行こう』（横澤英雄）

#### 雪組
- 8月1日 - 8月31日　宝塚大劇場
  - 『火の島』（郷土芸能研究会　構成、渡辺武雄　演出、川井秀幸　脚本）
  - 『砂漠に消える』（菊田一夫）

#### 月組
- 9月2日 - 9月29日　宝塚大劇場
  - 『清姫』（菅沼潤）
  - 『三銃士』（白井鐡造）

#### 星組
- 10月1日 - 10月30日　宝塚大劇場
  - 『黒い太陽』（鴨川清作）
  - 『剣豪と牡丹餅』（北條秀司）

#### 花組
- 11月1日 - 11月26日　宝塚大劇場
  - 『シューベルトの恋』（白井鐡造）
  - 『幸せがいっぱい』（高木史朗）

#### 花・月組
- 11月29日 - 12月27日　宝塚新芸劇場
  - 『吹雪の青春』（小原弘稔）
  - 『河童とあまっこ』（柴田侑宏）
  - 『明日には鐘は鳴る』（内海重典）

### 東京公演

#### 月組
- 1月1日 - 1月26日　東京宝塚劇場
  - 『微笑の国』（白井鐡造）
  - 『ショウ・イズ・オン』（宇津秀夫　構成・演出、内海重典　脚本・演出）

#### 星組
- 3月2日 - 3月30日　東京宝塚劇場
  - 『朧夜源氏』（北條秀司）
  - 『華麗なる千拍子』（高木史朗）

#### 雪組
- 4月1日 - 4月25日　東京宝塚劇場
  - 『残雪』（高木史朗）
  - 『華麗なる千拍子』（高木史朗）

#### 月組
- 7月1日 - 7月30日　東京宝塚劇場
  - 『天守物語』（白井鐡造　脚本・演出）
  - 『サルタンバンク』（白井鐡造）

#### 花組
- 8月2日 - 8月28日　東京宝塚劇場
  - 『狐と雨と祭<狐と雨と花・改題>』（二世西川鯉三郎　演出、内海重典）
  - 『ボニイ・レディー』（内海重典）

#### 雪組
- 11月2日 - 11月26日　東京宝塚劇場
  - 『火の島』（郷土芸能研究会　構成、渡辺武雄　演出、川井秀幸　脚本）
  - 『砂漠に消える』（菊田一夫）

### 宝塚・東京以外の公演

#### 星組
- 5月12日・13日　京都会館[1]
  - 『泣きべそ女房』（植田紳爾）[1]
  - 『華麗なる千拍子』（高木史朗）[1]

- 5月27日 - 6月4日　名古屋・名鉄ホール[1]
  - 『泣きべそ女房』（植田紳爾）[1]
  - 『華麗なる千拍子』（高木史朗）[1]

#### 月組
- 5月30日 - 6月8日　仙台、山形、会津若松、新潟、富山、敦賀
  - 『泣きべそ女房』（植田紳爾）
  - 『四つのファンタジア』（白井鐡造）
  - 『ミュージック・アルバム』（白井鐡造）

#### 花組
- 6月17日 - 6月19日　岐阜
  - 『わらべ唄風土記』
  - 『釣女』
  - 『シャンソン・ド・パリ』（高木史朗）

#### 雪組
- 7月2日 - 7月9日　倉敷、岡山、西条、尾崎
  - 『泣きべそ女房』（植田紳爾）
  - 『浦島もの狂い』（平井正一郎）
  - 『シャンソン・ド・パリ』（高木史朗）

#### 花組
- 7月9日　神戸・国際会館
  - 『道成寺』

#### 雪組
- 9月7日 - 9月30日　札幌、小樽、羽幌、旭川、北見、夕張、室蘭、弘前、大館、横手、山形
  - 『泣きべそ女房』（植田紳爾）
  - 『浦島もの狂い』（平井正一郎）
  - 『シャンソン・ド・パリ』（高木史朗）

#### 宝塚アイスレビュー
- 9月17日　大阪・梅田リンク

#### 月組
- 10月8日 - 11月2日　北九州小倉、八幡、戸畑、大分、宮崎、鹿児島、大牟田
  - 『泣きべそ女房』（植田紳爾）
  - 『四つのファンタジア』（白井鐡造）
  - 『ミュージック・アルバム』（白井鐡造）

#### 星組
- 11月5日 - 11月12日　網野、松江、浜田、出雲、米子、倉吉、鳥取
  - 『二人袴』（水田茂）
  - 『泣きべそ女房』（植田紳爾）
  - 『シャンソン・ド・パリ』（高木史朗）

#### 合同
- 12月1日 - 12月25日　大阪・梅田コマ劇場
  - 『宝塚百花譜』（白井鐡造）
  - 『華麗なる千拍子』（高木史朗）

#### 雪組
- 12月3日 - 12月10日　名古屋・名鉄ホール
  - 『日本の四季』
  - 『砂漠の消える』（菊田一夫）